# Phys.org
Phys.org és un agregador de notícies de ciència, recerca i tecnologia amb seu al Regne Unit que ofereix resums de comunicats de premsa i agències de notícies. També resumeix els informes de revistes i produeix el seu propi periodisme científic.